# Silene altaica
Silene altaica är en nejlikväxtart som beskrevs av Christiaan Hendrik Persoon. Silene altaica ingår i släktet glimmar, och familjen nejlikväxter. Inga underarter finns listade i Catalogue of Life.